# George Kennedy
George Harris Kennedy Jr. (Nueva York, 18 de febrero de 1925-Boise, Idaho, 28 de febrero de 2016) fue un actor estadounidense, ganador de un Premio Óscar al mejor actor de reparto en 1967 por La leyenda del indomable y recordado por su participación como secundario en conocidas películas del Oeste y de humor, y también series de televisión. 
Entre otras películas en las que tuvo un papel importante se encuentran Lonely Are the Brave, Charade, Strait-Jacket, McHale's Navy, Hush… Hush, Sweet Charlotte,  Mirage, Shenandoah, The Sons of Katie Elder, The Flight of the Phoenix, In Harm's Way, The Dirty Dozen, The Boston Strangler, Guns of the Magnificent Seven, tick… tick… tick…, Cahill U.S. Marshal, Thunderbolt and Lightfoot, The Good Guys and the Bad Guys, Earthquake, The Eiger Sanction, and The Delta Force.

## Biografía
Kennedy nació el 18 de febrero de 1925, en la ciudad de Nueva York, en el seno de una familia del mundo del espectáculo. Su padre, George Harris Kennedy, músico y director de orquesta, murió cuando Kennedy tenía cuatro años. Fue criado por su madre, Helen A. (de soltera Kieselbach), bailarina de ballet. Su abuelo materno era un inmigrante alemán; sus otros ancestros eran irlandeses e ingleses.
Kennedy debutó en el teatro a los 2 años en una compañía de gira de Bringing Up Father, y a los 7 años ya era DJ de radio en Nueva York.
Kennedy se graduó en 1943 en el Chaminade High School de Mineola, Long Island, Nueva York.
Kennedy se alistó en el Ejército de los Estados Unidos durante la Segunda Guerra Mundial en 1943. Sirvió 16 años, alcanzando el rango de capitán. Kennedy sirvió en la infantería a las órdenes de George S. Patton, luchó en la Batalla de las Ardenas y obtuvo dos Estrellas de Bronce. Volvió a alistarse después de la guerra, y fue dado de baja a finales de la década de 1950 debido a una lesión en la espalda.

## Trayectoria
Su primer papel notable en la pantalla fue el de un policía militar en la comedia de televisión The Phil Silvers Show, donde también sirvió como asesor técnico para garantizar la exactitud de la ambientación de la base militar del programa. Más tarde, Kennedy describió el programa de Silvers como «un gran campo de entrenamiento».
Su carrera cinematográfica comenzó en 1961 en El pastorcillo del reino venidero. Apareció en varias películas de Hollywood, entre ellas como un sádico guardia de la cárcel en el moderno western de Kirk Douglas, Lonely Are the Brave (1962), un despiadado criminal en la película de suspense de Cary Grant y Audrey Hepburn, Charada (1963), y en el thriller de Joan Crawford Strait-Jacket (1964). En 1964 interpretó un personaje torpe en la serie Bonanza.
Kennedy estuvo muy ocupado en 1965. Apareció con Gregory Peck en la película de misterio Mirage, con un gran reparto encabezado por James Stewart en la aventura de accidente de avión El vuelo del Fénix con John Wayne en la película bélica In Harm's Way, y con Wayne y Dean Martin en el western The Sons of Katie Elder.
En 1967 interpretó el papel del mayor Max Ambruster en la película bélica Los doce del patibulo.
Ganó un Oscar al Mejor Actor Secundario en Cool Hand Luke (1967) por su interpretación de Dragline, un preso de una banda que al principio está resentido con el nuevo prisionero del campamento, interpretado por Paul Newman, y luego llega a idolatrar al rebelde Luke. Ganó el Óscar al mejor actor de reparto en 1968 por La leyenda del indomable (1969)
Kennedy siguió con películas como La docena sucia, ¡Bandolero! (con James Stewart, Dean Martin y Raquel Welch) y El estrangulador de Boston, protagonizado por Tony Curtis. En 1970, apareció en la película de catástrofes Airport, en la que interpretó a uno de sus personajes principales, el solucionador de problemas de la aerolínea Joe Patroni. Reinterpretó este papel en Aeropuerto 1975, Aeropuerto '77 y Aeropuerto 79: Concorde, siendo el único miembro del reparto que apareció en cada película de la serie.También protagonizó dos series de televisión: Sarge, que se emitió de 1971 a 1972 y El caballero azul, de 1975 a 1976. Kennedy protagonizó dos producciones japonesas, Proof of the Man de Junya Satō en 1977 y Virus de Kinji Fukasaku en 1980. Ambas películas fueron producidas por Haruki Kadokawa y contaron con un amplio reparto internacional y lugares de rodaje. Aunque Proof of the Man sólo se estrenó en cines en Japón y Virus tuvo una versión truncada en EE. UU., Kennedy se mostró muy entusiasmado con su participación.
En 1990, Kennedy apareció en la película coreana Mayumi dirigida por Shin Sang-ok. A pesar de contar con Kennedy, no se estrenó fuera de Corea del Sur y fue un fracaso de taquilla.
En televisión, Kennedy protagonizó el papel de Carter McKay en la serie de Tv Dallas (1978-1991), apareciendo desde 1988 hasta 1991. Desde mediados hasta finales de la década de 1990, promocionó las pastillas «BreathAsure» en anuncios de radio y televisión. Por aquel entonces, volvió a interpretar el papel de McKay en las películas para televisión Dallas: J.R. Returns y Dallas: War of the Ewings. A finales de la década de 1970, Kennedy también apareció como invitado famoso en el programa de juegos Match Game.
En 1998, puso voz a Brick Bazooka para la película Small Soldiers. Después hizo varias películas independientes, antes de regresar a la televisión en 2003 en The Young and the Restless, interpretando al personaje Albert Miller, el padre biológico del personaje Victor Newman. En 2005, hizo un cameo en la película Don't Come Knocking, interpretando al director de un malogrado western.
Kennedy hizo su última aparición cinematográfica en El jugador (2014) como Ed, el abuelo moribundo del Jim Bennett de Mark Wahlberg. Su papel dura menos de dos minutos durante la escena inicial de la película, en la que Ed (momentos antes de morir) lega las responsabilidades de patriarca a un desconsolado Jim.

## Vida personal
Kennedy se casó cuatro veces, con tres mujeres. En la década de 1940, se casó con Dorothy Gillooly, que había servido en el Cuerpo Femenino del Ejército. Se divorciaron en la década de 1950; Dorothy regresó a su ciudad natal Buffalo, Nueva York. En 1959, Kennedy se casó con Norma Wurman, también conocida como Revel Wurman. La pareja tuvo dos hijos. Kennedy y Norma se divorciaron por primera vez en 1971, se volvieron a casar en 1973 y se divorciaron por segunda y última vez en 1978. Ese mismo año, Kennedy se casó con Joan McCarthy (de soltera Castagna). Permanecieron casados hasta la muerte de ella en septiembre de 2015. La pareja adoptó tres hijos.
Kennedy era amigo de James Stewart, y puso la voz en off en un mini-homenaje a Stewart en TCM. Kennedy fue un aviador que le gustaba volar y era propietario de una Cessna 210 y una Beechcraft Bonanza. Tras sus experiencias trabajando para la Red del Lejano Oriente durante la Segunda Guerra Mundial y su participación profesional en La prueba del hombre y Virus', Kennedy mantuvo durante toda su vida una afinidad por Japón y su cultura.

## Muerte
Kennedy residía en Eagle, Idaho, en el momento de su muerte. Murió en la mañana del 28 de febrero de 2016, de una dolencia cardíaca en un centro de vida asistida en Middleton, Idaho, 10 días después de cumplir 91 años.Tenía antecedentes de enfermedad cardíaca.

## Filmografía

### Film
| Año  | Título                                         | Rol                         | Notas |
| ---- | ---------------------------------------------- | --------------------------- | --- |
| 1961 | The Little Shepherd of Kingdom Come            | Nathan Dillon               | Dirigida por Andrew V. McLaglen                                                                                    |
| 1962 | Los valientes andan solos                      | Sheriff asistente Gutiérrez | Dirigida por David Miller                                                                                          |
| 1962 | The Silent Witness                             | Gus Jordan                  | |
| 1963 | The Man from the Diners' Club                  | George                      | Dirigida por Frank Tashlin                                                                                         |
| 1963 | Charada                                        | Herman Scobie               | Dirigida por Stanley Donen                                                                                         |
| 1964 | Strait-Jacket                                  | Leo Krause                  | Dirigida y coproducida por William Castle                                                                          |
| 1964 | McHale's Navy                                  | Henri Le Clerc              | Basada en la sitcom del mismo nombre. Dirigida por Edward Montagne                                                 |
| 1964 | Island of the Blue Dolphins                    | Capitán aleut               | Dirigida por James B. Clark                                                                                        |
| 1964 | Hush... Hush, Sweet Charlotte                  | Capataz                     | Dirigida y producida por Robert Aldrich                                                                            |
| 1965 | In Harm's Way                                  | Coronel Gregory             | Producida y dirigida por Otto Preminger                                                                            |
| 1965 | Mirage                                         | Willard                     | Dirigida por Edward Dmytryk. Basada en la novela de Howard Fast                                                    |
| 1965 | El valle de la violencia                       | Coronel Fairchild           | Dirigida por Andrew V. McLaglen                                                                                    |
| 1965 | Los cuatro hijos de Katie Elder                | Curley                      | Dirigida por Henry Hathaway                                                                                        |
| 1965 | The Flight of the Phoenix                      | Mike Bellamy                | Producida y dirigida por Robert Aldrich. Basada en la novela homónima de Elleston Trevor                           |
| 1967 | Hurry Sundown                                  | Sheriff Coombs              | Pdoducida y dirigida por Otto Preminger                                                                            |
| 1967 | The Dirty Dozen                                | Mayor Max Armbruster        | Dirigida por Robert Aldrich                                                                                        |
| 1967 | La leyenda del indomable                       | Dragline                    | Dirigida por Stuart Rosenberg                                                                                      |
| 1967 | The Ballad of Josie                            | Arch Ogden                  | Dirigida por Andrew V. McLaglen                                                                                    |
| 1968 | Bandolero!                                     | Sheriff July Johnson        | Dirigida por Andrew V. McLaglen                                                                                    |
| 1968 | The Pink Jungle                                | Sammy Ryderbeit             | Dirigida por Delbert Mann                                                                                          |
| 1968 | The Legend of Lylah Clare                      | Matt Burke                  | Sin acreditar |
| 1968 | The Boston Strangler                           | Det. Phil DiNatale          | Dirigida por Richard Fleischer. Basada en la historia real del estrangulador de Boston y el libro de Gerold Frank. |
| 1969 | Guns of the Magnificent Seven                  | Chris Adams                 | Dirigida por Paul Wendkos                                                                                          |
| 1969 | The Good Guys and the Bad Guys                 | Big John McKay              | Dirigida por Burt Kennedy                                                                                          |
| 1969 | Gaily, Gaily                                   | Axel P. Johanson            | Dirigida por Norman Jewison. Basada en la novela autobiográfica de Ben Hecht                                       |
| 1970 | ...tick...tick...tick...                       | John Little                 | Dirigida por Ralph Nelson                                                                                          |
| 1970 | Aeropuerto                                     | Joe Patroni                 | Dirigida por George Seaton. Basada en la novela de Arthur Hailey del mismo nombre.                                 |
| 1970 | Zig Zag                                        | Paul R. Cameron             | Dirigida por Richard A. Colla                                                                                      |
| 1970 | Dirty Dingus Magee                             | Herkimer "Hoke" Birdsill    | Dirigida y producida por Burt Kennedy                                                                              |
| 1971 | Fools' Parade                                  | Dallas "Doc" Council        | Dirigida por Andrew McLaglen                                                                                       |
| 1973 | Lost Horizon                                   | Sam Cornelius               | Dirigida por Charles Jarrott                                                                                       |
| 1973 | Cahill U.S. Marshal                            | Abe Fraser                  | Dirigida por Andrew V. McLaglen                                                                                    |
| 1974 | Thunderbolt and Lightfoot                      | Red Leary                   | Escrita y dirigida por Michael Cimino                                                                              |
| 1974 | Aeropuerto 75                                  | Joe Patroni                 | Dirigida por Jack Smight                                                                                           |
| 1974 | Earthquake                                     | Sargento Lew Slade          | Dirigida y producida por Mark Robson                                                                               |
| 1975 | The Eiger Sanction                             | Ben Bowman                  | Dirigida por Clint Eastwood. Basada en la novela del mismo nombre de Trevanian.                                    |
| 1975 | The "Human" Factor                             | John Kinsdale               | Dirigida por Edward Dmytryk                                                                                        |
| 1977 | Aeropuerto 77                                  | Joe Patroni                 | Dirigida por Jerry Jameson                                                                                         |
| 1977 | Ningen no shōmei                               | Ken Shuftan                 | Dirigida por Junya Satō                                                                                            |
| 1978 | Mean Dog Blues                                 | Capitán Omar Kinsman        | Dirigida por Mel Stuart                                                                                            |
| 1978 | Muerte en el Nilo                              | Andrew Pennington           | Dirigida por John Guillermin. Basada en la novela del mismo nombre, de Agatha Christie.                            |
| 1978 | Brass Target                                   | General George S. Patton    | Dirigida por John Hough. Basada en la novela The Algonquin Project de Frederick Nolan.                             |
| 1979 | Search and Destroy                             | Anthony Fusqua              | Dirigida por William Fruet                                                                                         |
| 1979 | The Double McGuffin                            | Chief Talasek               | Dirigida por Joe Camp                                                                                              |
| 1979 | Acero                                          | Big Lew Cassidy             | Dirigida por Steve Carver                                                                                          |
| 1979 | The Concorde ... Airport '79                   | Capitán Joe Patroni         | Dirigida por David Lowell Rich                                                                                     |
| 1980 | Death Ship                                     | Capitán Ashland             | Dirigida por Alvin Rakoff                                                                                          |
| 1980 | Virus                                          | Almirante Conway            | Dirigida por Kinji Fukasaku. Basada en la novela de Sakyo Komatsu.                                                 |
| 1980 | Hotwire                                        | Farley & Harley Fontenot    | |
| 1981 | Just Before Dawn                               | Roy McLean                  | Dirigida por Jeff Lieberman                                                                                        |
| 1981 | Modern Romance                                 | El mismo; Zoron             | Dirigida por Albert Brooks                                                                                         |
| 1981 | The Archer: Fugitive from the Empire           | Brakus                      | Dirigida, producida y escrita por Nicholas J. Corea                                                                |
| 1982 | Wacko                                          | Sr. Doctor Graves           | Dirigida por Greydon Clark                                                                                         |
| 1982 | The Jupiter Menace                             | El mismo                    | Documental |
| 1984 | Chattanooga Choo-Choo                          | Bert                        | Dirigida por Bruce Bilson                                                                                          |
| 1984 | A Rare Breed                                   | Nathan Hill                 | |
| 1984 | Bolero                                         | Cotton                      | Dirigida y escrita por John Derek                                                                                  |
| 1984 | Rigged                                         | Ben                         | |
| 1985 | Radioactive Dreams                             | Spade Chandler              | Dirigida por Albert Pyun                                                                                           |
| 1985 | Savage Dawn                                    | Tick Rand                   | Dirigida por Simon Nuchtern                                                                                        |
| 1986 | The Delta Force                                | Padre O'Malley              | Dirigida por Menahem Golan                                                                                         |
| 1987 | Creepshow 2                                    | Ray Spruce                  | Dirigida por Michael Gornick                                                                                       |
| 1987 | The Gunfighters                                | Deke Turner                 | Dirigida por Clay Borris                                                                                           |
| 1988 | Born to Race                                   | Vincent Duplain             | |
| 1988 | Counterforce                                   | Vince Colby                 | |
| 1988 | Demonwarp                                      | Bill Crafton                | |
| 1988 | Nightmare at Noon                              | Sheriff Hanks               | |
| 1988 | Alien Terminator                               | Heinrich Holzmann           | |
| 1988 | Uninvited                                      | Mike Harvey                 | |
| 1988 | The Naked Gun: From the Files of Police Squad! | Capitán Ed Hocken           | |
| 1989 | The Terror Within                              | Hal                         | |
| 1989 | Ministry of Vengeance                          | Rev. Hughes                 | |
| 1989 | Esmeralda Bay                                  | Wilson                      | Dirigida por Jesús Franco                                                                                          |
| 1990 | Brain Dead                                     | Vance                       | |
| 1990 | Hired to Kill                                  | Thomas                      | |
| 1990 | Mayumi                                         | Investigador bahraini       | Dirigida por Shin Sang-ok                                                                                          |
| 1991 | Hangfire                                       | Warden E. Barles            | |
| 1991 | Driving Me Crazy                               | John McCready               | |
| 1991 | The Naked Gun 2½: The Smell of Fear            | Capitán Ed Hocken           | |
| 1991 | Intensive Care                                 | Dr. Bruckner                | |
| 1992 | Final Shot: The Hank Gathers Story             | Padre Dave                  | |
| 1992 | Distant Justice                                | Tom Bradfield               | |
| 1994 | Naked Gun 33+1⁄3: The Final Insult             | Capitán Ed Hocken           | |
| 1994 | River of Stone                                 |                             | |
| 1997 | Cats Don't Dance                               | L.B. Mammoth                | Voz |
| 1997 | Bayou Ghost                                    | Oficial Lowe                | |
| 1998 | Small Soldiers                                 | Brick Bazooka               | Voz |
| 1998 | Dennis the Menace Strikes Again                | Abuelo Johnson              | |
| 2003 | View from the Top                              | Pasajero que pide vodka     | Sin acreditar |
| 2005 | Three Bad Men                                  | Ed Fiske                    | |
| 2005 | Truce                                          | Dr. Peter Gannon            | |
| 2005 | Don't Come Knocking                            | Director de cine            | |
| 2007 | Sands of Oblivion                              | John Tevis                  | |
| 2008 | The Man Who Came Back                          | Juez Duke                   | |
| 2010 | Six Days in Paradise                           | Monty Crenshaw              | |
| 2010 | Mad Mad Wagon Party                            | JB Scotch                   | |
| 2011 | Another Happy Day                              | Joe Baker                   | |
| 2014 | The Gambler                                    | Ed                          | |

### Televisión
| Año       | Título                                      | Rol                                              | Notas                                                             |                              |
| --------- | ------------------------------------------- | ------------------------------------------------ | ----------------------------------------------------------------- | ---------------------------- |
| 1956–1959 | The Phil Silvers Show                       | Sargento Kennedy                                 | 14 episodios                                                      |                              |
| 1959      | Cheyenne                                    | Lee Nelson                                       | Episodio: "Prisoner of Moon Mesa"                                 |                              |
| 1959      | Colt .45                                    | Hank                                             | Episodio: "The Rival Gun"                                         |                              |
| 1959      | The Deputy                                  | Tex                                              | Episodio: "The Big Four"                                          |                              |
| 1959      | Sugarfoot                                   | Sykes                                            | Episodio: "The Canary Kid, Inc."                                  |                              |
| 1960      | Gunsmoke                                    | Emil                                             | Episodio: "The Blacksmith"                                        |                              |
| 1960      | Route 66                                    | Thad Skinner                                     | Episodio: "Black November" (piloto)                               |                              |
| 1960      | Peter Gunn                                  | Karl                                             | Episodio: "The Crossbow"                                          |                              |
| 1960      | Sugarfoot                                   | Ross Kuhn                                        | Episodio: "Funeral at Forty Mile"                                 |                              |
| 1960      | Shotgun Slade                               | Tex                                              | Episodio: "The Spanish Box"                                       |                              |
| 1960      | Laramie                                     | Cómplice de Gallagher                            | Episodio: "Duel at Alta Mesa"                                     |                              |
| 1960      | Maverick                                    | Alguacil Jones                                   | Episodio: "Hadley's Hunters"                                      |                              |
| 1960      | Lawman                                      | Burt                                             | Episodio: "To Capture the West"                                   |                              |
| 1960      | Have Gun – Will Travel                      | Tarnitzer                                        | Episode: "The Legacy"                                             |                              |
| 1960      | Have Gun – Will Travel                      | Teniente John Bryson                             | Episodio: "A Head of Hair"                                        |                              |
| 1961      | Bat Masterson                               | Sheriff Zeke Armitage                            | Episodio: "The Fourth Man"                                        |                              |
| 1961      | Have Gun – Will Travel                      | Preston                                          | Episode: "The Road"                                               |                              |
| 1961      | Have Gun – Will Travel                      | Deke                                             | Episode: "The Vigil"                                              |                              |
| 1961      | Have Gun – Will Travel                      | Rud Saxon                                        | Episode: "A Proof of Life"                                        |                              |
| 1961      | Have Gun – Will Travel                      | Brother Grace                                    | Episode: "Squatter's Rights"                                      |                              |
| 1961      | Gunsmoke                                    | Pat Swooner                                      | Episodio: "Big Man"                                               |                              |
| 1961      | The Untouchables                            | Birdie                                           | Episodio: "The King of Champagne"                                 |                              |
| 1961      | Gunslinger                                  | Sheriff                                          | Episodio: "The Buried People"                                     |                              |
| 1961      | Bonanza                                     | Peter Long                                       | Episodio: "The Infernal Machine"                                  |                              |
| 1961      | Gunsmoke                                    | Jake Bayloe                                      | Episodio: "Kitty Shot"                                            |                              |
| 1962      | The Tall Man                                | Hyram Killgore                                   | Episodio: "One for All"                                           |                              |
| 1962      | Rawhide                                     | George Wales                                     | Episodio: "The Peddler"                                           |                              |
| 1962      | Gunsmoke                                    | Hug                                              | Episodio: "The Boys"                                              |                              |
| 1962      | Have Gun – Will Travel                      | Gran John                                        | Episodio: "Don't Shoot the Piano Player"                          |                              |
| 1962      | Going My Way                                | Mike                                             | Episodio: "A Man for Mary"                                        |                              |
| 1962      | Death Valley Days                           | Steamboat Sully                                  | Episodio: "Miracle at Whiskey Gulch"                              |                              |
| 1962      | Outlaws                                     | Joe Ferris                                       | Episodio: "Farewell Performance"                                  |                              |
| 1963      | The Andy Griffith Show                      | Detective de la policía estatal                  | Episodio: "The Big House"                                         |                              |
| 1963      | Have Gun – Will Travel                      | Hermano Grace                                    | Episodio: "The Eve of St. Elmo"                                   |                              |
| 1963      | Dr. Kildare                                 | Joe Cramer                                       | Episodio: "To Each His Own Prison"                                |                              |
| 1963      | Perry Mason                                 | George Spangler                                  | Episodio: "The Case of the Greek Goddess"                         |                              |
| 1963      | The Travels of Jaimie McPheeters            | Angus                                            | Episodio: "The Day of the Long Night"                             |                              |
| 1963–1964 | McHale's Navy                               | Gran Frenchy                                     | Episodios: "French Leave for McHale", "The Return of Big Frenchy" |                              |
| 1964      | Gunsmoke                                    | Cyrus                                            | Episodio: "Crooked Mile"                                          |                              |
| 1964      | Bonanza                                     | Waldo Watson                                     | Episodio: "The Scapegoat"                                         |                              |
| 1964      | The Virginian                               | Jack Marshman                                    | Episodio: "A Gallows for Sam Horn"                                |                              |
| 1964      | Gunsmoke                                    | Warden Stark                                     | Episodio: "The Warden"                                            |                              |
| 1965      | Daniel Boone                                | Zach Morgan                                      | S2/E11 "A Rope for Mingo"                                         |                              |
| 1965      | Laredo                                      | Jess Moran                                       | Episodio: "Pride of the Rangers"                                  |                              |
| 1965      | The Virginian                               | Tom "Bear" Suchette                              | Episodio: "Nobility of Kings"                                     |                              |
| 1965      | A Man Called Shenandoah                     | Mitchell Canady                                  | Episodio: "A Special Talent for Killing"                          |                              |
| 1966      | Gunsmoke                                    | Ben Payson                                       | Episodio: "Harvest"                                               |                              |
| 1966      | The Legend of Jesse James                   | Blodgett                                         | Episodio: "Return to Lawrence"                                    |                              |
| 1966      | Dr. Kildare                                 | Sargento Hensley                                 | Episodios: "Mercy or Murder", "Strange Sort of Accident"          |                              |
| 1966      | The Virginian                               | Huck Harkness                                    | Episodio: "The Trail to Ashley Mountain"                          |                              |
| 1966      | The Big Valley                              | Jack Thatcher                                    | Episodio: "Barbary Red"                                           |                              |
| 1967      | Tarzan                                      | Crandell                                         | Episodio: "Thief Catcher"                                         |                              |
| 1971      | Ironside                                    | Padre Samuel Cavanaugh                           |                                                                   | Episode: "The Priest Killer" |
| 1971      | Sarge                                       | Padre Samuel Patrick "Sarge" Cavanaugh (Swanson) | 16 episodios                                                      |                              |
| 1974      | A Cry in the Wilderness                     | Sam Hadley                                       | Film para TV                                                      |                              |
| 1975      | The Blue Knight                             | Bumper Morgan                                    | 24 episodios                                                      |                              |
| 1979      | Backstairs at the White House               | Presidente Warren G. Harding                     | Episodio: #1.2                                                    |                              |
| 1981      | Saturday Night Live                         | El mismo/Anfitrión                               | Episodio: "George Kennedy/Miles Davis"                            |                              |
| 1983      | Fantasy Island                              | Adam Cobb                                        | Episodio: "God Child/Curtain Call"                                |                              |
| 1984      | The Jesse Owens Story                       | Charles 'Charley' Riley                          | Film para TV                                                      |                              |
| 1986      | Benson                                      | El mismo                                         | Episodios: "Reel Murder" partes 1 & 2                             |                              |
| 1988–1991 | Dallas                                      | Carter McKay                                     | 67 episodios                                                      |                              |
| 1994      | Lonesome Dove                               | Juez J.T. "Rope" Calder                          | Episodio: "Judgement Day"                                         |                              |
| 1995      | The Commish                                 | Al Scali                                         | Episodio: "The Golden Years"                                      |                              |
| 1995      | The Gambler Part III: The Legend Continues  | General Nelson Miles                             | Miniserie                                                         |                              |
| 1996      | Wings                                       | El mismo                                         | Episodio: "What About Larry?"                                     |                              |
| 1996      | The Real Adventures of Jonny Quest          | General Axton                                    | Episodio: "DNA Doomsday"                                          |                              |
| 1996      | Dallas: J.R. Returns                        | Carter McKay                                     | Film para TV                                                      |                              |
| 1998      | Dallas: War of the Ewings                   | Carter McKay                                     | Film para TV                                                      |                              |
| 2003      | The Young and the Restless                  | Albert Miller                                    | Episodios: #1.7762, #1.7763, #1.7764                              |                              |
| 2004      | The Complete History of U.S. Wars 1700–2004 | Anfitrión                                        | 8 episodios                                                       |                              |
| 2010      | The Young and the Restless                  | Albert Miller (fantasma)                         | Episodio: #1.9553                                                 |                              |

## Premios y nominaciones
Premios Óscar
| Año  | Categoría              | Trabajo nominado         | Resultado |
| ---- | ---------------------- | ------------------------ | --------- |
| 1968 | Mejor actor de reparto | La leyenda del indomable | Ganador   |

Premios Globo de Oro
| Año  | Categoría              | Trabajo nominado         | Resultado |
| ---- | ---------------------- | ------------------------ | --------- |
| 1967 | Mejor actor de reparto | La leyenda del indomable | Nominado  |
| 1970 | Mejor actor de reparto | Aeropuerto               | Nominado  |